# عملية بيت المقدس 4

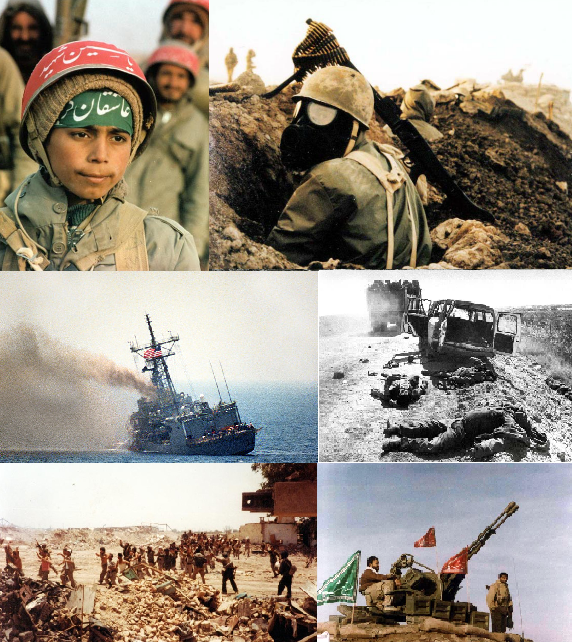
الحرب العراقية الإيرانية

عملية بيت المقدس 4 (بالفارسية: عملیات بیت المقدس ۴) كانت عملية عسكرية خلال الحرب العراقية الإيرانية، أطلقتها إيران في 25 مارس 1988، تحت اسم "يا أبا عبد الله الحسين (ع)" في محور حلبجة - شاخ شميران. قاد العملية الحرس الثوري الإيراني واستمرت لمدة يومين. وكان هدف العملية تأمين الجهة اليسرى لمنطقة عملية الفجر 10، والتي كانت تعتبر منطقة حساسة بالنسبة للعراق.

## الموقع

محافظة حلبجة؛ شارك جزء منها في عملية بيت المقدس 4

كانت منطقة عملية بيت المقدس 4 منطقة جبلية، وشملت:
- بحيرة دربندخان وشاخ تامورزنان (من الشمال)
- مرتفعات شاخ خاشيك وبامو (من الجنوب)
- نهر زيمكان وجبل بيزل (من الشرق)
- سد دربندخان (من الغرب)[8]

## النتيجة
أسفرت العملية عن تمكن القوات الإيرانية من السيطرة على عدة مناطق داخل العراق، بما في ذلك:
- السيطرة الكاملة على مرتفعات شاخ شميران وشاخ سومر
- السيطرة على جزء من مرتفعات بردكان
- مقتل وإصابة حوالي 5000 جندي عراقي
- أسر 498 جندي عراقي
- تدمير ما لا يقل عن 15 دبابة و50 مركبة[11]